# Ulla Lehmann

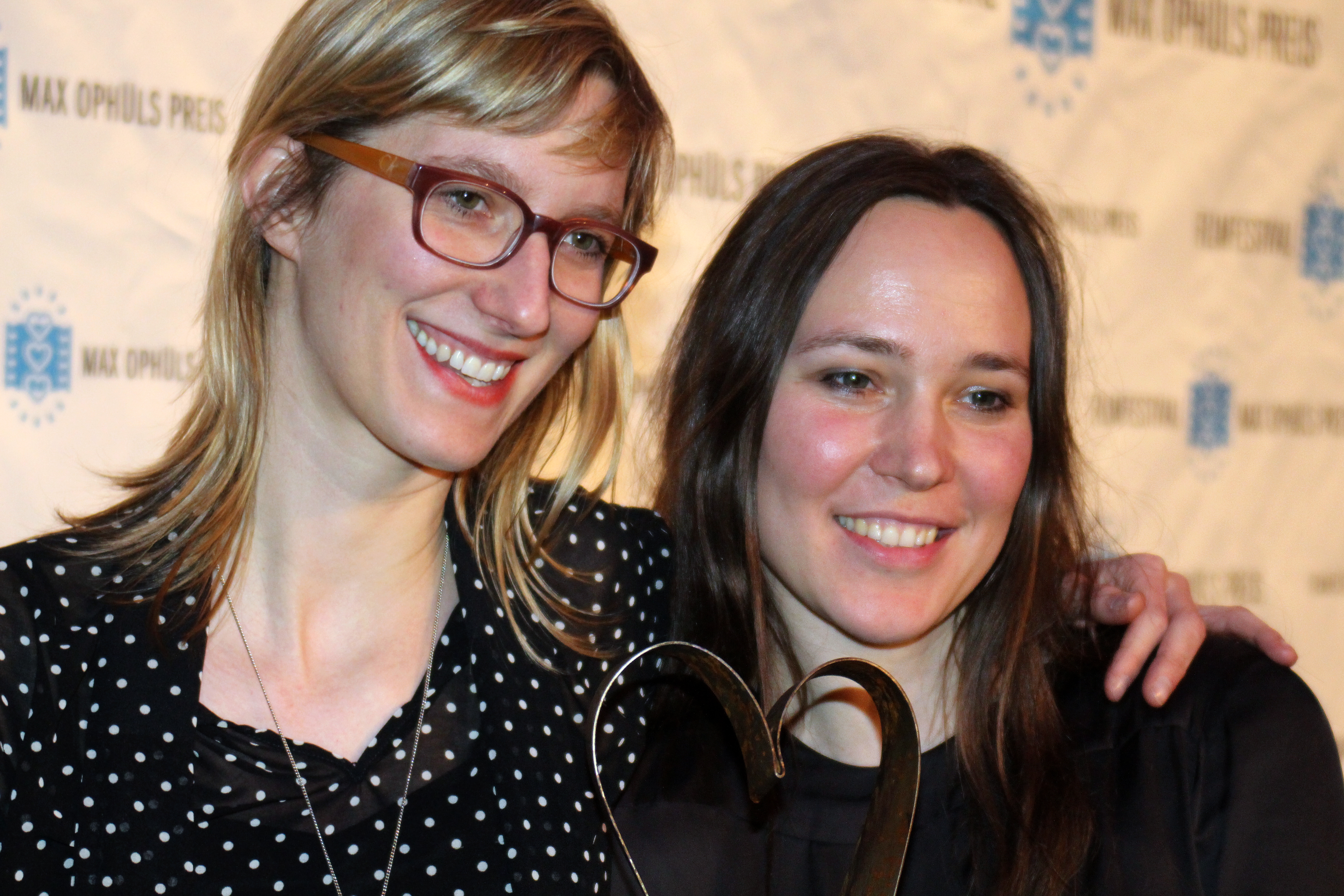
Ulla Lehmann (links) mit Andrea Roggon beim Filmfestival Max Ophüls Preis 2015

Ulla Lehmann (* 1978 in Berlin) ist eine deutsche Filmproduzentin.

## Karriere
Lehmann wurde in Berlin geboren. Sie studierte Französisch an der Freien Universität Berlin, verbrachte zwei Jahre in Frankreich und schloss 2006 einen deutsch-französischen Master ab. Ihr Abschlussfilm Hilda & Karl wurde bei der Regensburger Kurzfilmwoche für die Produktione gelobt. Danach arbeitete sie für verschiedene Medienunternehmen, bis sie 2011 mit Andrea Roggon das Produktionsunternehmen „AMA FILM“ gründete.
Ihr Film Midwives von Regisseurin Hnin Ei Hlaing wurde bei den Independent Spirit Awards als Bester Dokumentarfilm nominiert. Im Film geht es um eine buddhistische und eine muslimische Hebamme in Myanmar. Im Mai 2025 feierte ihr Film Das fast normale Leben beim DOK.fest München Premiere und sie gewann zusammen mit Andrea Roggon den VFF-Produktionspreis.
Lehmann ist Mitglied der Deutschen Filmakademie.

## Filmografie (Auswahl)
- 2006: Hilda & Karl
- 2015: Mülheim Texas – Helge Schneider hier und dort
- 2017: Myanmarket
- 2018: Helden der Krise
- 2018: From Muslim to Muslim
- 2019: Das Innere Leuchten
- 2022: Midwives
- 2025: Das fast normale Leben (mit Andrea Roggon)

## Auszeichnungen (Auswahl)
- 2007: Regensburger Kurzfilmwoche in der Kategorie Beste Produktion für Hilda & Karl
- 2023: Independent-Spirit-Award-Nominierung in der Kategorie Bester Dokumentarfilm für Midwives
- 2025: VFF Dokumentarfilm-Produktionspreis beim DOK.fest für Das fast normale Leben